# Leo George Hertlein
Leo George Hertlein est un paléontologue et un malacologiste américain, né en 1898 dans le Comté de Pratt (Kansas) et mort en 1972.

## Biographie
Il est diplômé à l’école supérieure de Wichita (Kansas). Il s’installe sur la côte ouest et entre à l’université de l'Oregon comme géologue major. Après avoir obtenu son Bachelor of Arts, il s’inscrit à l’université Stanford. Il reçoit son doctorat en 1929 avec une thèse sur les fossiles du pliocène de la région de San Diego (Californie). En 1929, Hertlein devient conservateur assistant dans le département de paléontologie de la California Academy of Sciences avant de devenir membre de cette institution et prendre en charge la conservation de la paléontologie des invertébrés.
Il voyage dans les années 1930 dans les Galapagos et Amérique centrale. Il fait paraître plus de cent cinquante publications, principalement sur les mollusques, les échinodermes et les brachiopodes actuels ou fossiles de Californie, de l’Oregon, de l’État de Washington et le Mexique. Hertlein travaille fréquemment avec son ancien condisciple, Ulysses Simpson Grant IV (1893-1977), spécialiste des mollusques fossiles de Californie.